# Agnès Pannier-Runacher
Agnès Pannier-Runacher, född Agnès Runacher 19 juni 1974, är en fransk affärskvinna och politiker för La République En Marche! (LREM) som har varit energiminister i premiärminister Élisabeth Borne regering sedan 2022. Han var tidigare statssekreterare för ekonomi och finans i premiärministrarna Édouard Philippe och Jean Castex på varandra följande regeringar från 2018 till 2022.
Hon har examen från HEC Paris, Sciences Po och ENA.